# Tatenice
Tatenice (německy Tattenitz) jsou obec v okrese Ústí nad Orlicí v Pardubickém kraji. Leží zhruba osm kilometrů jihovýchodně od Lanškrouna a třináct kilometrů západně od Zábřehu. Protáhlá vesnice se rozkládá podél Hraničního potoka, levého přítoku Moravské Sázavy, na východním pomezí Podorlické pahorkatiny se Zábřežskou vrchovinou v historické zemi Morava. Osu sídla představuje silnice II/315, která se na jižním konci Tatenice křižuje se silnicí II/368. Žije zde 913 obyvatel.

## Název
Na vesnici bylo přeneseno původní pojmenování jejích obyvatel Tatenici, které bylo odvozeno od osobního jména Taten (což byla odvozenina jména Tat, které bylo totožné se starým obecným tat - "zloděj") a znamenalo "Tatenovi lidé". Už během středověku přešlo jméno vesnice do jednotného čísla (první spolehlivý doklad z konce 15. století).
Český statistický úřad v RSO eviduje u tohoto názvu jako správné obě gramatické varianty, jak v jednotném čísle, tak pomnožný tvar. Rovněž Internetová jazyková příručka ÚJČ AVČR uvádí u hesla Tatenice poznámku: „Užívá se jednotného i množného čísla, oba tvary jsou náležité.“
Oficiální webové stránky obce deklarují jako správný tvar pouze jednotné číslo, ta Tatenice.

## Historie

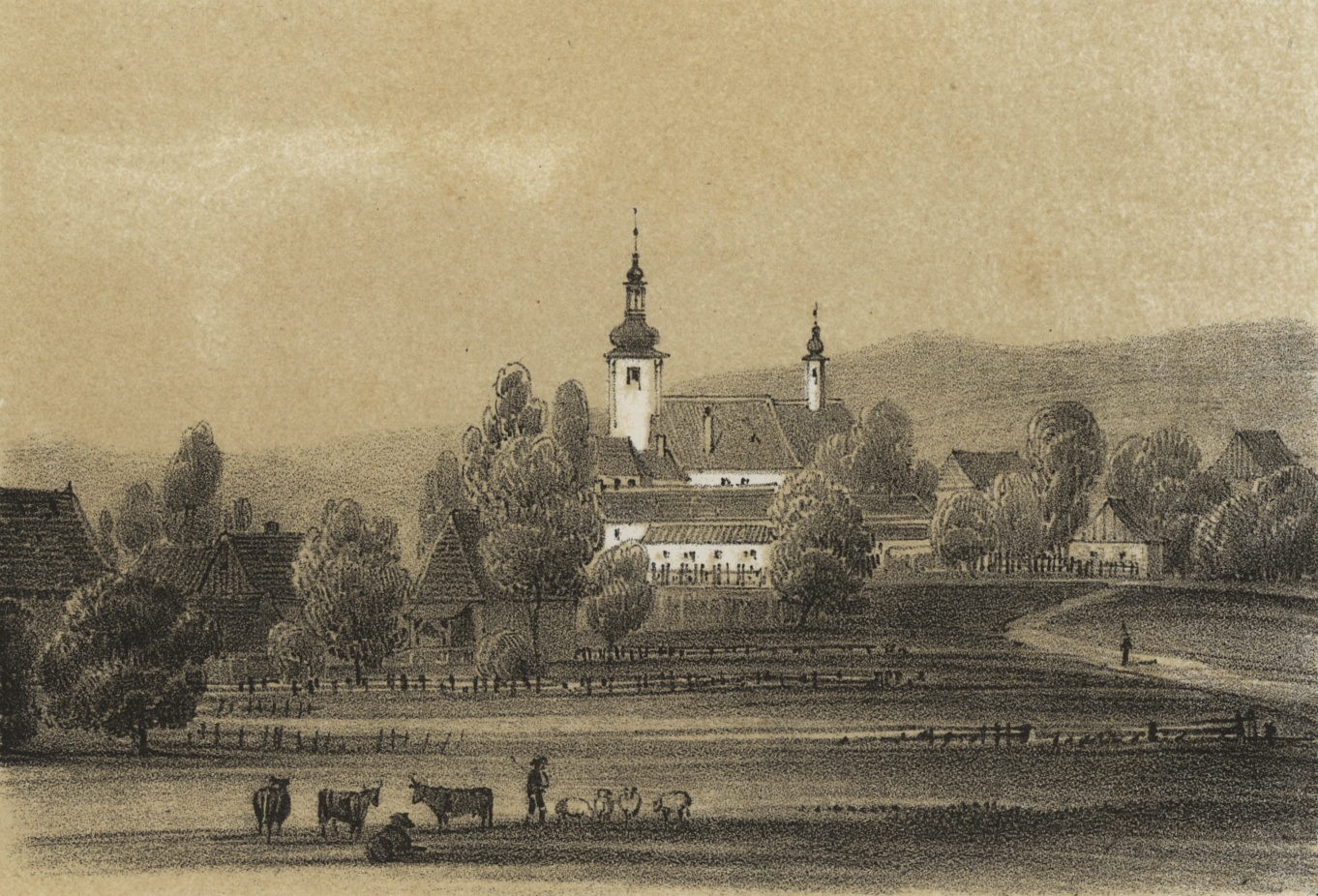
Tatenice v roce 1845

První písemná zmínka o obci pochází z roku 1267. Zdejší území leželo v tzv. Hřebečsku, po roce 1945 zde proto nastal odsun německého obyvatelstva následovaný příchodem Čechů z vnitrozemí, kteří zabrali jejich domy.

## Obyvatelstvo
| Rok            | 1869  | 1880  | 1890  | 1900  | 1910  | 1921  | 1930  | 1950 | 1961 | 1970 | 1980 | 1991 | 2001 | 2011 | 2021 |
| -------------- | ----- | ----- | ----- | ----- | ----- | ----- | ----- | ---- | ---- | ---- | ---- | ---- | ---- | ---- | ---- |
| Počet obyvatel | 1 651 | 1 610 | 1 639 | 1 582 | 1 448 | 1 400 | 1 364 | 806  | 908  | 875  | 868  | 819  | 841  | 839  | 831  |
| Počet domů     | 233   | 233   | 234   | 230   | 236   | 241   | 271   | 227  | 212  | 210  | 219  | 254  | 264  | 284  | 300  |

## Obecní správa

### Obecní symboly
Znak a vlajka byly obci uděleny rozhodnutím předsedy Poslanecké sněmovny Parlamentu České republiky dne 9. dubna 2002.

## Pamětihodnosti
- Zámek Tatenice byl postaven vlašskými italskými mistry Bomanmonem a Mottalou kolem roku 1600. Renesanční sloh, ve kterém je zámek postaven, měl v oblibě jeho majitel Ladislav Velen ze Žerotína, který sídlil v nedaleké Moravské Třebové. Taktéž vlastnil středověkou renesanční tvrz v Nemili u Zábřeha. Společně s rytířem a jeho regentem Kryštofem starším Huberckem z Belnsdorfu nechává zámek renesančně přestavět. Z původního čtyřkřídlého patrového zámku s arkádami a pískovcovými portály z Maletínského pískovce se dochovala pouze dvě křídla zdobená sgrafitovými psaníčky. V jeho interiérech lze nalézt impozantní štukované klenby. V zámku sídlí tatenický obecní úřad a hostům je k dispozici zámecká restaurace.
- Kostel svatého Jana Křtitele, postaven v barokním stylu roku 1723
- Sousoší Kalvárie
- Sochy svatého Jana Nepomuckého, svatého Floriána a svatého Rocha
- Pětice smírčích křížů v obci

## Doprava

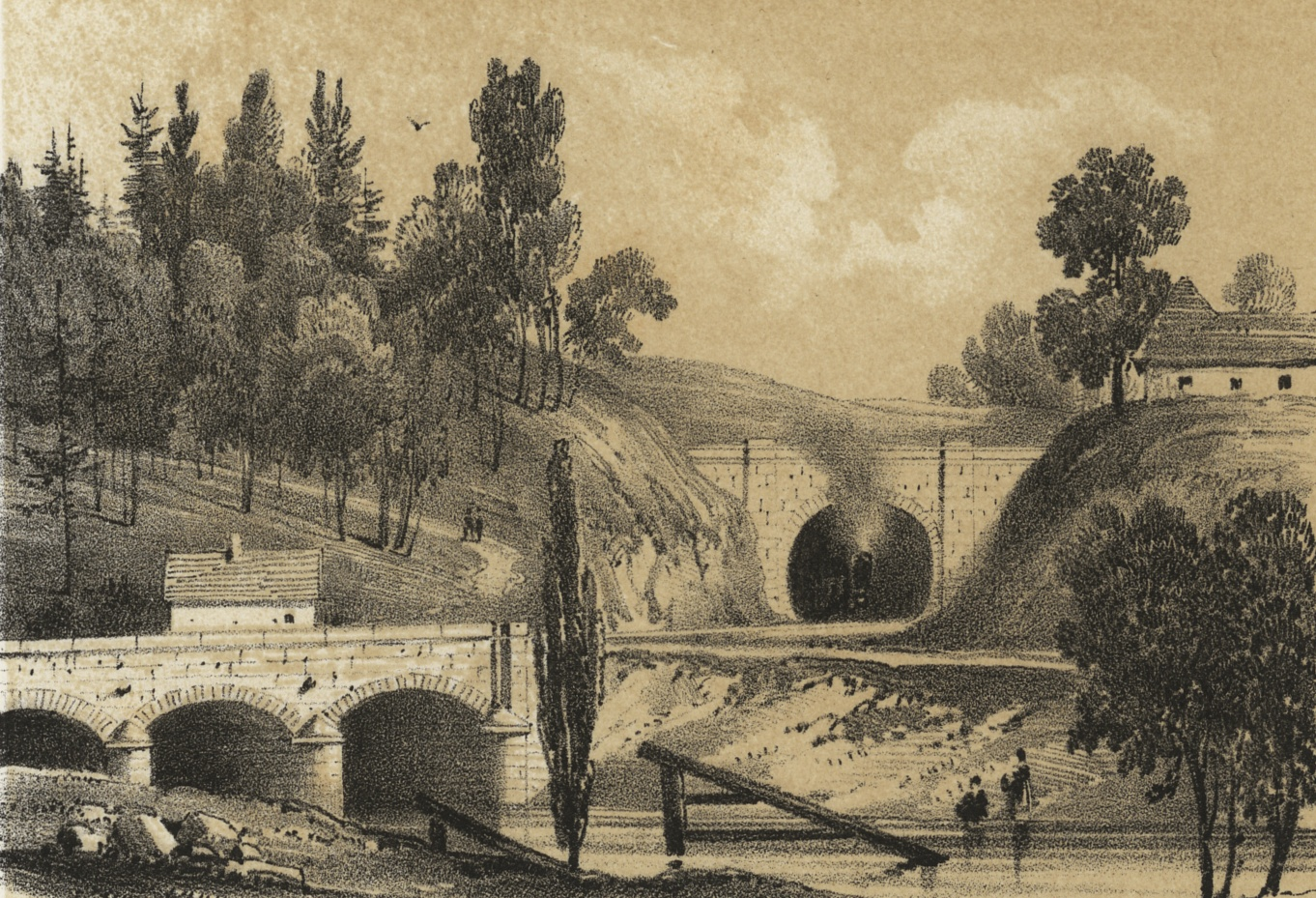
Tatenický tunel, portál ke Krasíkovu.

Obyvatelé Tatenice mohou k dopravě využít autobusy zajišťující spojení s Moravskou Třebovou a Lanškrounem nebo osobní vlaky ze zastávky Tatenice na železničním koridoru Olomouc - Česká Třebová. Na bývalém úseku této trati se mezi Tatenicí a Krasíkovem, v katastru Krasíkova, nalézá nevyužívaný Tatenický tunel. Je dlouhý 146 metrů a nebyl ražen, ale vznikl jako zaklenutý skalní zářez. Jedná se o nejstarší dochovaný dvoukolejný tunel na území České republiky.